# Џирардвил (Пенсилванија)
Џирардвил (енгл. Girardville) град је у америчкој савезној држави Пенсилванија.

## Демографија
По попису из 2010. године број становника је 1.519, што је 223 (-12,8%) становника мање него 2000. године.
| Група             | 2000.         | 2010.         |
| Белци             | 1.730 (99,3%) | 1.464 (96,4%) |
| Афроамериканци    | 0 (0,0%)      | 18 (1,2%)     |
| Азијати           | 0 (0,0%)      | 0 (0,0%)      |
| Хиспаноамериканци | 3 (0,2%)      | 25 (1,6%)     |
| Укупно            | 1.742         | 1.519         |